# 화구원

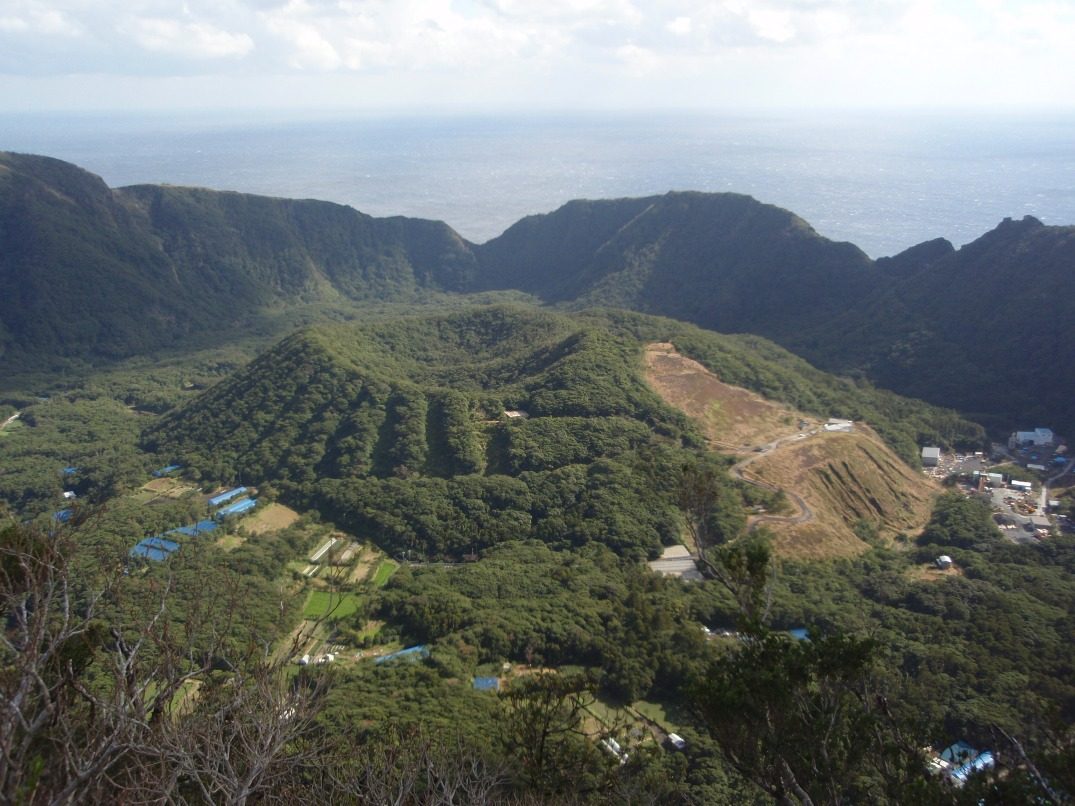
아오가섬의 화구원.

화구원(火口原)은 화산의 화구 안의 평탄한 부분이다. 복식화산에서 중앙화구언덕과 외륜산 사이의 공간을 일반적으로 말한다.
여기에 물이 차면 화구원호(火口原湖)라고 하며, 화구호의 일종이다.